# Leptothorax innocens
Leptothorax innocens är en myrart som först beskrevs av Auguste-Henri Forel 1913.  Leptothorax innocens ingår i släktet smalmyror, och familjen myror. Inga underarter finns listade i Catalogue of Life.